# 既晴
既晴（1975年6月6日—），恐怖小說及推理小說作家及評論家，本名陳信宏，生於臺灣高雄市，第四屆皇冠大眾小說獎百萬首獎得主。

## 作品列表
- 2000年完成《魔法妄想症》[1]（小知堂文化）
- 2001年完成 2002年出版《請把門鎖好》（皇冠文化）
- 2003年完成出版《別進地下道》（皇冠文化）
- 2003年完成 2005年出版《網路凶鄰》（皇冠文化）
- 2005年完成出版《超能殺人基因》（皇冠文化）
- 2006年完成出版《修羅火》（皇冠文化）
- 2006年出版《獻給愛情的犯罪》（短篇集）（小知堂文化）
- 2008年出版《病態》（皇冠文化）
- 2010年出版《感應》（皇冠文化）
- 2020年出版《城境之雨》（皇冠文化）

## 衍生作品

### 電視電影
- 公視人生劇展《沉默之槍》（2020年10月25日公視首播 ／ 張鈞見：黃文星 ／ 原作：《城境之雨》所收錄的〈沉默之槍〉）

### 文獻
- 洪敍銘; 台灣犯罪作家聯會. . 台灣: 尖端. 2023. ISBN 9786263560376.

## 外部連結
- 既晴的Facebook專頁
- 既晴在鏡文學上的專欄
- 22號密室 （页面存档备份，存于）